# Suyolcuzade Mustafa Eyyubi

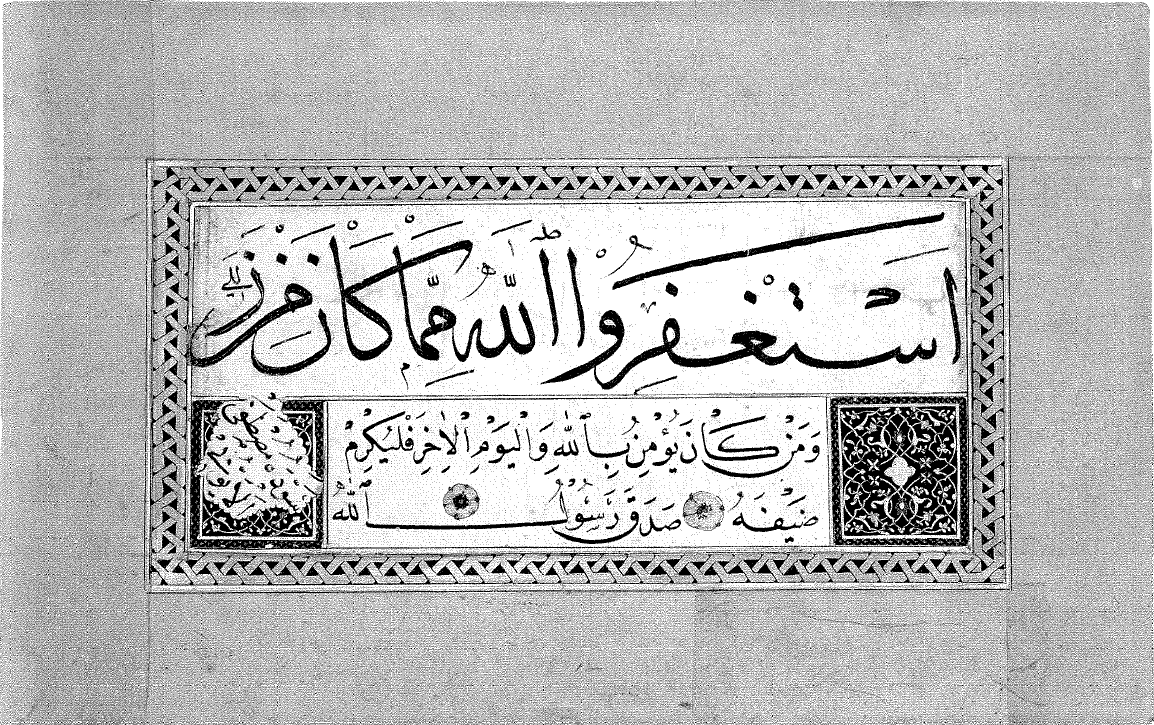
Kalligrafie von Suyolcuzade Mustafa Eyyubi. Überschrift in Sülüs und zwei Zeilen in Naschīschrift, Istanbul, 17. Jh.

Suyolcuzâde Mustafa Eyyubi (osmanisch صویولجی زاده مصطفى İA Ṣuyolcı-zāde Muṣṭafā; * um 1619 in Istanbul; † 1686) war ein osmanischer Kalligraf. Seine Nisba Eyyûbî ist auf das Stadtviertel Eyüp, wo er geboren wurde, zurückzuführen. Den Laqab Suyolcuzâde („Sohn des Suyolcu“) erhielt er, da Suyolcu (etwa „Röhrmeister“) Ömer Agha sein Vater war.

## Leben
Er erlernte die Kunst von einem Kalligrafen, der „Dede“ genannt wurde, und nach dessen Tod von Derviş Ali. Seine bekanntesten Schüler waren Câbîzâde Abdullah, Hâfız Osman und Hocazâde (Karakız) Mehmed Enverî.
Von den von ihm geschriebenen etwa 50 Koran- und 100 Lebensdarstellungen des Propheten (An'am-i Sharif) sind nur wenige erhalten.
Sein Enkel Suyolcuzâde Mehmed Necib verfasste das Devḥatü l-küttāb betitelte biographische Sammelwerk berühmter Kalligrafen.